# 锰酸钾
锰酸钾（化学式：K2MnO4），可溶于氢氧化钾溶液或水，水溶液呈绿色，只在强碱性溶液中稳定，pH值降低會发生歧化。

## 化学反应
锰酸钾可以被强氧化剂氧化：
{\displaystyle {\ce {2K2MnO4 + Cl2 -> 2KMnO4 + 2KCl}}}
此反应为工业上制备高锰酸钾的方法之一。
事实上，条件合适时锰酸钾会发生歧化，具体反应在高锰酸钾页面有所描述。

## 製備
锰酸钾可在空气或其他氧化剂（如KClO3、KNO3等）存在下，由MnO2和碱金属的氢氧化物或碳酸盐共熔制得。例如：
{\displaystyle {\ce {3MnO2 + 6KOH + KClO3 -> 3K2MnO4 + KCl + 3H2O}}}
高锰酸钾加热可以分解，生成锰酸钾、二氧化锰和氧气:
{\displaystyle {\rm {2KMnO_{4}{\xrightarrow {\triangle }}K_{2}MnO_{4}+MnO_{2}+O_{2}\uparrow }}}